# Bulbul coronat pàl·lid
El bulbul coronat pàl·lid (Alophoixus pallidus) és una espècie d'ocell de la família dels picnonòtids (Pycnonotidae). Habita zones boscoses del sud de la Xina, sud i est de Myanmar, nord-oest i nord-est de Tailàndia, Cambodja, Laos i el Vietnam. El seu estat de conservació es considera de risc mínim.

## Taxonomia
Segons la llista mundial d'ocells del Congrés Ornitològic Internacional (versió 13.2, juliol 2023) el bulbul coronat pàl·lid presenta set subespècies: (A.p. griseiceps, robinsoni, henrici, pallidus, isani, annamensis i khmerensis). Tanmateix, per al Handook of the Birds of the World i la quarta versió de la BirdLife International Checklist of the birds of the world (Desembre 2019), la subespècie griseiceps, de Myanmar, es considera una espècie separada:
- bulbul coronat de Myanmar (Alophoixus griseiceps).